# Surtshellir

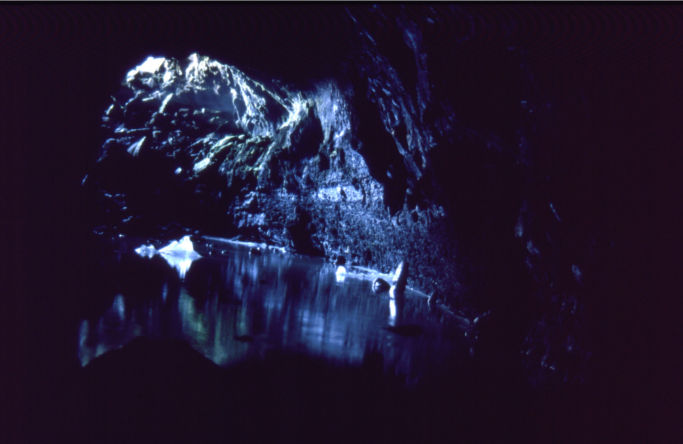
Surtshellir

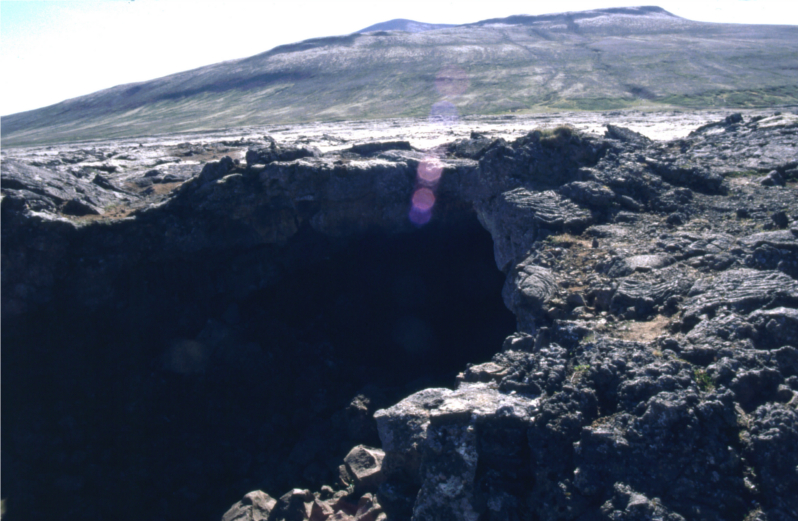
Surtshellir

Die Lavahöhle Surtshellir  liegt ungefähr 8 Kilometer nordöstlich von Kalmanstunga entfernt im Lavafeld Hallmundarhraun westlich des Gletschers Langjökull in Island. Die Laven entströmten im 9. Jahrhundert Kratern an der Nordwestseite des Langjökull.

## Name und Entstehung
Die Surtshellir entstand vor über 1000 Jahren durch fließende Lava. Die Wände erstarrten schneller als der innere Lavastrom, der abfloss und versiegte. Daher erklärt sich auch der Name der Höhle als Ableitung vom germanischen Feuerriesen Surt (wie auch der Name der Insel Surtsey).
Sie ist die bekannteste Lavaröhre Islands.

## Weitere Daten
Ihre Länge beträgt 1.970 m bei einer Höhendifferenz von 37 Metern. Die Temperatur beträgt 2 bis 5 °C.
Der Boden ist einigermaßen geneigt (ca. 1 m auf 100 m Länge).
Das Dach weist kleinere und größere Löcher auf. Dort befanden sich vermutlich Öffnungen, durch die die Lava in Fontänen herausschoss.

## Sagas und Geschichte
Von Beginn der isländischen Geschichtsschreibung war die Höhle bekannt und auch als Zuflucht von Gesetzlosen gefürchtet. Eine Jagd nach solchen wird etwa im Landnámabók beschrieben.
Auch in der Sturlungasaga wird die Höhle erwähnt.
Knochenfunde belegen eine zumindest zeitweilige Nutzung dieser und der benachbarten Höhlen als provisorische Behausung.
Im 18. Jahrhundert erkundeten nach eigenem Bericht die Forscher Eggert Ólafsson und Bjarni Pálsson die Höhle. Ihnen folgten viele im 19. Jahrhundert. Dies hatte allerdings auch beträchtliche Schäden zur Folge.
Auch in Volkssagen spielt die Höhle eine Rolle, wobei immer wieder die außerordentliche Länge des Raumes erwähnt wird.

## Weitere Höhlen im Hallmundarhraun
In ihrer direkten Nähe befinden sich noch zwei weitere Höhlen. Diese gehören zusammen mit der Surtshellir zur selben Lavaröhre – sind jedoch durch Verstürze voneinander getrennt.

### Stefánshellir
Die Stefánshellir hat eine Gesamtganglänge von 1.520 m. Die Temperatur schwankt zwischen 2 und 5 °C.

### Íshellir
Íshellir heißt übersetzt Eishöhle. Sie weist eine Länge von ungefähr 500 m auf. Die Temperatur beträgt 0 °C. Daher ist der Boden auch im Sommer teilweise mit Eis bedeckt.